# Нестерович, Радослав
Радослав «Рашо» Нестерович (словен. Radoslav «Rašo» Nesterovič) — словенский профессиональный баскетболист. Имеет двойное гражданство Словении и Греции. Нестерович выступал в Национальной баскетбольной ассоциации за клубы «Миннесота Тимбервулвз», «Сан-Антонио Спёрс», «Торонто Рэпторс» и «Индиана Пэйсерс». В составе «Спёрс» стал чемпионом НБА в 2005 году. В 2011 году объявил о завершении своей карьеры.

## Карьера в Европе

### Начало карьеры
Нестерович родился в Любляне. Он начал играть в баскетбол выступая за юношескую команду «Слован» из родного города. Позже Нестерович перешёл в молодёжную команду Белградского «Партизана», где затем дебютировал в основном составе в сезоне 1992/1993.

### ПАОК
Из-за войны в Югославии Нестерович перешёл в клуб греческой лиги ПАОК. Чтобы избежать ограничений ЕС, он, играя там, получил второе гражданство (Греции). Чтобы получить греческое гражданство, он должен был поменять своё имя в соответствии с греческим законом. В Греции и других странах Европейского Союза, он соревновался как игрок под именем Радослав Макрис.

### Олимпия
Перед сезоном 1995/1996 он возвратился в Любляну, чтобы выступать за Олимпию. В чемпионате Словении он в среднем играл по 30 минут, набирал 17 очков и делал 14 подборов. Летом 1996 года Нестерович стал MVP чемпионата Европы ФИБА до 20 лет в составе молодёжной сборной Словении. В сезоне 1996/1997 он стал частью легендарной команды Олимпии, которая достигла Финала Четырёх в Риме. В этом сезоне в Евролиге он в среднем: играл по 24 минуты, набирал 14 очков, делал 8 подборов.

### Виртус
Летом 1997 Нестерович перешёл в клуб Итальянской лиги Виртус Болонья, известный так же как «Киндер» из Болонья. В его первый сезон за новый клуб в чемпионате Италии он в среднем набирал 9 очков и забирал 12 подборов за игру, но в Евролиге показатели Нестеровича составили 11,2 очков и 8,4 подбора. Он помог «Киндеру» выиграть титул чемпиона Евролиги. В финале Евролиги Нестерович набрал 16 очков и сделал 9 подборов.

## Карьера в НБА

### Миннесота Тимбервулвз
Нестерович был выбран на драфте НБА 1998 года под общим 17 номером клубом «Миннесота Тимбервулвз», однако к команде он присоединился только в конце сезона 1998/99 и оставался в «Тимбервулвз» до сезона 2002/03. Лучшим сезоном для Нестеровича в «Тимбервулвз» стал 2002/03, когда он в среднем за игру набирал по 11,2 очка и делал 6,6 подбора.

### Сан-Антонио Спёрс
Удачная игра в сезоне 2002/03 позволила Нестеровичу подписать шестилетний контракт со «Спёрс». В своём первом сезоне в новой команде он в среднем набирал по 8,7 очка и делал 7,7 подбора за игру. Во втором сезоне он получил травму и смог участвовать только в 70 играх. Несмотря на это он оставался стартовым центровым команды. В 2005 году он вместе со «Спёрс» стал чемпионом НБА.

### Торонто Рэпторс
21 июня 2006 года Нестерович был обменян в «Торонто Рэпторс». В своём дебютном сезоне в новой команде он в среднем за игру набирал по 6,2 очка и делал 4,5 подбора и 1 блок-шот.

### Индиана Пэйсерс
9 июля 2008 года Нестерович был обменян в «Индиану Пэйсерс» вместе с Ти Джей Фордом, Масео Бастоном и Роем Хиббертом на Джермейна О’Нила и Натана Джаваи.

### Возвращение в Рэпторс
30 июля 2009 года Нестерович подписал контракт с «Рэпторс» на один сезон на 1,9 млн долларов.

## Возвращение в Европу
В сезоне 2010/11 он подписал двухлетний контракт с «Олимпиакосом» из города Пирей. В июле 2011 года он был расторгнут греческим клубом.

## Достижения
- Чемпион Словении: 1996
- Чемпион Италии: 1998
- Чемпион Евролиги: 1998
- Чемпион НБА: 2005
- Обладатель Кубка Италии: 1999
- Обладатель Кубка Греции: 2011

## Статистика в НБА
| Сезон                                                                                    | Команда     | Регулярный сезон | Регулярный сезон | Регулярный сезон | Регулярный сезон | Регулярный сезон | Регулярный сезон | Регулярный сезон | Регулярный сезон | Регулярный сезон | Регулярный сезон | Регулярный сезон | Серия плей-офф | Серия плей-офф | Серия плей-офф | Серия плей-офф | Серия плей-офф | Серия плей-офф | Серия плей-офф | Серия плей-офф | Серия плей-офф | Серия плей-офф | Серия плей-офф |
| Сезон                                                                                    | Команда     | GP               | GS               | MPG              | FG%              | 3P%              | FT%              | RPG              | APG              | SPG              | BPG              | PPG              | GP             | GS             | MPG            | FG%            | 3P%            | FT%            | RPG            | APG            | SPG            | BPG            | PPG            |
| ---------------------------------------------------------------------------------------- | ----------- | ---------------- | ---------------- | ---------------- | ---------------- | ---------------- | ---------------- | ---------------- | ---------------- | ---------------- | ---------------- | ---------------- | -------------- | -------------- | -------------- | -------------- | -------------- | -------------- | -------------- | -------------- | -------------- | -------------- | -------------- |
| 1998/99                                                                                  | Миннесота   | 2                | 0                | 15,0             | 25,0             | 0,0              | 100,0            | 4,0              | 0,5              | 0,0              | 0,0              | 4,0              | 3              | 0              | 9,7            | 50,0           | 0,0            | 0,0            | 2,3            | 1,0            | 0,0            | 0,0            | 2,7            |
| 1999/00                                                                                  | Миннесота   | 82               | 55               | 21,0             | 47,6             | 0,0              | 57,3             | 4,6              | 1,1              | 0,3              | 1,0              | 5,7              | 4              | 4              | 31,5           | 44,0           | 0,0            | 50,0           | 3,3            | 1,5            | 0,8            | 1,8            | 6,3            |
| 2000/01                                                                                  | Миннесота   | 73               | 39               | 16,9             | 46,1             | 0,0              | 52,3             | 3,9              | 0,6              | 0,3              | 0,9              | 4,5              | 4              | 2              | 12,3           | 38,5           | 0,0            | 0,0            | 3,0            | 0,8            | 0,3            | 0,8            | 2,5            |
| 2001/02                                                                                  | Миннесота   | 82               | 80               | 27,0             | 49,3             | 0,0              | 54,9             | 6,5              | 0,9              | 0,5              | 1,3              | 8,4              | 3              | 3              | 30,7           | 48,4           | 0,0            | 44,4           | 6,7            | 1,0            | 0,3            | 0,0            | 11,3           |
| 2002/03                                                                                  | Миннесота   | 77               | 77               | 30,4             | 52,5             | 0,0              | 64,2             | 6,5              | 1,5              | 0,5              | 1,5              | 11,2             | 6              | 6              | 28,3           | 50,0           | 0,0            | 66,7           | 5,0            | 0,7            | 0,2            | 0,7            | 7,0            |
| 2003/04                                                                                  | Сан-Антонио | 82               | 82               | 28,7             | 46,9             | 0,0              | 47,4             | 7,7              | 1,4              | 0,6              | 2,0              | 8,7              | 10             | 10             | 26,1           | 43,3           | 0,0            | 16,7           | 5,5            | 1,0            | 0,3            | 1,1            | 5,9            |
| 2004/05                                                                                  | Сан-Антонио | 70               | 70               | 25,5             | 46,0             | 0,0              | 46,7             | 6,6              | 1,0              | 0,4              | 1,7              | 5,9              | 15             | 0              | 7,6            | 41,7           | 0,0            | 0,0            | 1,7            | 0,1            | 0,1            | 0,3            | 0,7            |
| 2005/06                                                                                  | Сан-Антонио | 80               | 51               | 18,9             | 51,5             | 0,0              | 60,0             | 3,9              | 0,4              | 0,3              | 1,1              | 4,5              | 9              | 1              | 12,7           | 57,9           | 100,0          | 100,0          | 3,3            | 0,1            | 0,2            | 0,6            | 2,8            |
| 2006/07                                                                                  | Торонто     | 80               | 73               | 21,0             | 54,6             | 0,0              | 68,0             | 4,5              | 0,9              | 0,5              | 1,1              | 6,2              | 5              | 4              | 14,3           | 46,7           | 0,0            | 100,0          | 4,6            | 0,6            | 0,0            | 0,4            | 3,4            |
| 2007/08                                                                                  | Торонто     | 71               | 39               | 20,9             | 55,0             | 33,3             | 75,5             | 4,8              | 1,2              | 0,3              | 0,7              | 7,8              | 5              | 2              | 15,4           | 50,0           | 0,0            | 50,0           | 2,6            | 0,6            | 0,2            | 0,4            | 4,6            |
| 2008/09                                                                                  | Индиана     | 70               | 19               | 17,3             | 51,3             | 0,0              | 78,1             | 3,4              | 1,6              | 0,4              | 0,5              | 6,8              | Не участвовал  | Не участвовал  | Не участвовал  | Не участвовал  | Не участвовал  | Не участвовал  | Не участвовал  | Не участвовал  | Не участвовал  | Не участвовал  | Не участвовал  |
| 2009/10                                                                                  | Торонто     | 42               | 8                | 9,8              | 54,4             | 0,0              | 20,0             | 2,1              | 0,6              | 0,2              | 0,4              | 3,9              | Не участвовал  | Не участвовал  | Не участвовал  | Не участвовал  | Не участвовал  | Не участвовал  | Не участвовал  | Не участвовал  | Не участвовал  | Не участвовал  | Не участвовал  |
|                                                                                          | Всего       | 811              | 593              | 22,2             | 50,2             | 7,7              | 58,5             | 5,1              | 1,0              | 0,4              | 1,2              | 6,8              | 64             | 32             | 17,2           | 46,8           | 50,0           | 50,0           | 3,6            | 0,6            | 0,2            | 0,6            | 4,0            |
| Наведите курсор мыши на аббревиатуры в заголовке таблицы, чтобы прочесть их расшифровку. |             |                  |                  |                  |                  |                  |                  |                  |                  |                  |                  |                  |                |                |                |                |                |                |                |                |                |                |                |